# Simón Limón
Simón Limón (* 22. Februar 1990 in Essen; bürgerlich Simon Amaru Castro Mendoza) ist ein deutsch-peruanischer Haubenkoch, Kochbuchautor, Schauspieler. 

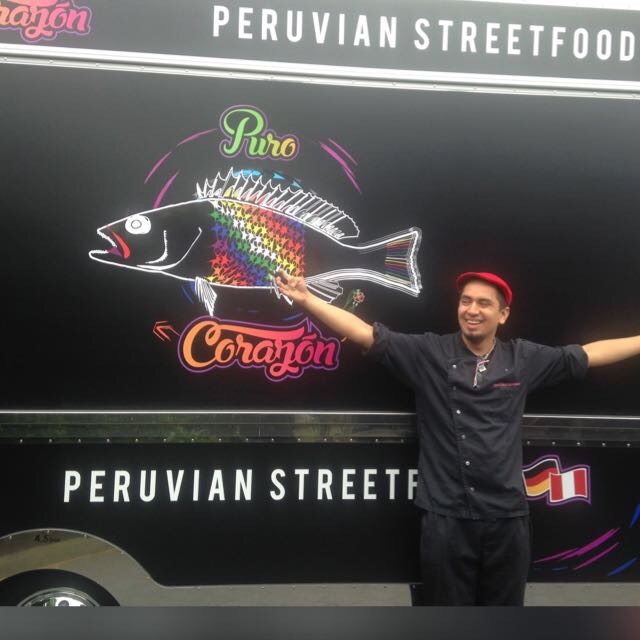
Simón Limón

## Leben
Von 2008 bis 2010 war Simón Mitglied des Essener „Theater Courage“.
Er begann eine Ausbildung zum Koch 2012 im Bielefelder Restaurant Salvadors und setzte sie im Essener Sheraton Hotel fort.
Seit 2016 ist er Küchenchef im peruanischen Restaurant Chicha in Berlin, welches für 2019 mit einer Haube und 14 Gault-Millau Punkten ausgezeichnet wurde.
Simón wurde 2016 mit seinem Konzept „Puro Corazón“ als Finalist in dem Fernsehformat Karawane der Köche mit Tim Mälzer und Roland Trettl bekannt, das auf Sat.1 ausgestrahlt wurde.
Simón Limón ist der Sohn des peruanischen Autors Melacio Castro Mendoza.